# Golden Noble

Golden Noble (litografi av målning av Henriette Sjöberg (1842–1915)).

Golden Noble är en äppelsort med mestadels gul färg. Skaft 10-15mm, mycket tjockt.Okänt ursprung, dock först funnen i Norfolk, England. Äpplet kom till Sverige först 1866. Äpplet är relativt stort och har ett fett samt glänsande och tunt skal. Ett kännetecken för detta äpple är dess arom och starka syrlighet. Golden Noble plockas i oktober. Användes i Skåne Nov-Dec. Västergötland Jan.-feb.. Äpplet är ett första klassens pajäpple. C-vitaminhalt 24mg/100 gram  Äpplet passar bra i köket, och pollineras av bland andra Cox Orange, Golden delicious, Gul Richard och Maglemer. I Sverige odlas Golden Noble gynnsammast i zon I-III. Angripes sällan av rönnbärsmal. Bra resistens mot skorv  och fruktträdskräfta angrips gärna av äppelvecklare. Känslig för pricksjuka.